# Шкапово
Шкапово (баш. Шкапов) — село в Бижбулякском районе Башкортостана, относится к Михайловскому сельсовету. 

## Население
| 2002 | 2009 | 2010 |
| ---- | ---- | ---- |
| 39   | ↘4   | →4   |

Согласно переписи 2002 года, преобладающие национальности — русские (67 %), чуваши (26 %).

## Географическое положение
Расстояние до:
- районного центра (Бижбуляк): 12 км,
- центра сельсовета (Михайловка): 20 км,
- ближайшей ж/д станции (Приютово): 27 км.

## История
Село основано помещиком Шкаповым. При переезде на новое место помещик привез с собой два десятка крестьян из Курской области. До открытия нефтяного месторождения население составляло около 1500 человек. С образованием НГДУ "Аксаковнефть" многие жители покинули село и переехали в поселок Приютово и город Белебей.